# Anzeiger Kirchberg
Der Anzeiger Kirchberg ist ein amtliches Publikationsorgan im Kanton Bern, das die Region Kirchberg abdeckt. Die Zeitung erscheint wöchentlich donnerstags und wird kostenlos in allen Haushalten der 18 angeschlossenen Gemeinden verteilt.

## Geschichte und Herausgeber
Der Anzeiger Kirchberg wurde 1874 gegründet und ist somit eines der ältesten amtlichen Publikationsorgane im Kanton Bern. Seit 1993 wird die Zeitung bei der Merkur Zeitungsdruck AG in Langenthal gedruckt, die für ihre hohe Druckqualität und Nachhaltigkeit bekannt ist. Der Anzeiger Kirchberg ist Mitglied in der WEMF.

## Inhalt und Funktion
Als amtliches Publikationsorgan enthält der Anzeiger Kirchberg vor allem amtliche Mitteilungen der Gemeinden, wie beispielsweise Einladungen zu Gemeindeversammlungen, Budgetbeschlüsse oder öffentliche Ausschreibungen. Neben diesen offiziellen Bekanntmachungen bietet die Zeitung auch redaktionelle Beiträge zu lokalen Ereignissen, kulturellen Veranstaltungen, Vereinsaktivitäten und anderen Themen von regionalem Interesse.

## Erscheinungshäufigkeit und Verbreitung
Der Anzeiger Kirchberg erscheint jeden Donnerstag mit einer Auflage von 13'842 Exemplaren. Die Verteilung erfolgt in alle Haushaltungen der 18 angeschlossenen Gemeinden:
- Kirchberg
- Aefligen
- Ersigen (Niederösch, Oberösch)
- Kernenried
- Lyssach
- Rüdtligen-Alchenflüh
- Rüti bei Lyssach
- Utzenstorf
- Wiler bei Utzenstorf
- Zielebach
- Koppigen
- Alchenstorf
- Hellsau
- Höchstetten
- Willadingen
- Hindelbank (inkl. Mötschwil)
- Bätterkinden (inkl. Kräiligen)